# Словари русского языка
Словари русского языка описывают его в разнообразных аспектах. Первую классификацию разных типов словарей в отечественной лексикографии предложил Л. В. Щерба в статье «Опыт общей теории лексикографии». Бурное развитие словарного дела на рубеже XX—XXI вв. привело к появлению словарей, отличающихся от традиционных своеобразием своего устройства, и сделало их классификацию ещё более сложной и разветвлённой.
Крупнейшими словарями русского языка по составу словника можно считать следующие словари:
- Толковый словарь живого великорусского языка (Даль В. И.) — около 220 000 слов и 30 000 пословиц.
- Сводный словарь современной русской лексики (Рогожникова Р.П) — около 170 000 слов.
- Русский орфографический словарь (Лопатин) — около 200 000 слов.
- Словообразовательный словарь русского языка (Тихонов) — около 145 000 слов.
- Словарь современного русского литературного языка (Большой академический словарь) — ок. 150 000 слов.
- Большой толковый словарь русского языка (Кузнецов С. А.) — около 130 000 слов. [gufo.me/dict/kuznetsov]
- Большой толковый словарь русского языка (Кузнецов С. А.) - более 135 000 слов. 库兹涅佐夫俄语大词典 Пекин: Изд-во Shangwu Yinshuguan (商务印书馆). 2020年·北京. — 1481 с.
- «Новый словарь русского языка. Толково-словообразовательный»[3] (Ефремова Т. Ф.) — более 140 000 словарных статей, ок. 11 000 отсылочных значений, более 215 000 семантических единиц.
- «Современный толковый словарь русского языка, в 3-х томах»[4] (Ефремова Т. Ф.) — около 160 000 словарных статей и более 253 000 семантических единиц. [gufo.me/dict/efremova]
- (находится в стадии тестирования) Большой русский словарь-справочник синонимов (Тришин В. Н.) — св. 655 000 слов и 2,383 млн синонимических связей.[5]

## Толковые словари
- 1773—1779 годы «Церковный словарь, или Использования речений славенских древних, також иноязычных без перевода положенных в Священном Писании и других церковных книгах» протоиерея Петра Алексеева. Ссылки.
- 1789—1794 годы «Словарь Академии Российской» — 43 359 слов. Ссылки.
- 1808 год «Словарь математических и военных наук» (Вельяшев-Волынцев Д. И. ) — 5 томов 1604 страницы.[6]
- 1847 год «Словарь церковно-славянского и русского языка, составленный вторым отделением императорской Академии наук» — 114 749 слов. Ссылки.
- 1863—1866 годы «Толковый словарь живого великорусского языка» (Даль) — около 300 000 слов.
- 1890—1907 годы «Энциклопедический словарь Брокгауза и Ефрона».
- 1891—1937 годы «Словарь русского языка, составленный Вторым отделением Императорской академии наук». Ссылки.
- 1896—1918 годы «Русский биографический словарь» s:Русский биографический словарь
- 1899 год «Полный церковнославянский словарь» (протоиерей Г. Дьяченко).
- 1899—1902 годы «Малый энциклопедический словарь Брокгауза и Ефрона» s:Малый энциклопедический словарь Брокгауза и Ефрона
- 1900—1911 годы «Православная Богословская энциклопедия, или Богословский энциклопедический словарь, содержащий в себе необходимые для каждого сведения по всем важнейшим предметам богословского знания в алфавитном порядке» s:Православная богословская энциклопедия
- 1911—1916 годы «Новый энциклопедический словарь» s:Новый энциклопедический словарь
- 1913 год «Полный православный богословский энциклопедический словарь» Том 1 Том 2
- 1913 год «Краткий толковый словарь русского языка» (Стоян П. Е.).
- 1935—1940 годы «Толковый словарь русского языка» (Ушаков Д. Н.) — около 90 000 слов.
- 1948—1965 годы Словарь современного русского литературного языка (Большой академический словарь) — около 120 000 слов.
- 1949—1971 годы «Словарь русского языка» (Ожегов С. И.) — 50 000 — 57 000 слов. 
  - 1972—1991 годы — под ред. Шведовой Н. Ю. (с 1989 года — 70 тыс. слов)[7].
- «Словарь русского языка» (Малый академический словарь) (Евгеньева А. П.):[8]
  - 1957-61 годы — 1-2-е изд. [т. 1-4] (свыше 80 тыс. слов);
  - 1985-88 годы — 3-е изд., (свыше 90 тыс. слов).
- 1992—1997 годы «Толковый словарь русского языка» (Ожегов С. И., Шведова Н. Ю.) — 75 тыс. слов.[7]
- 1998 год «Большой толковый словарь русского языка» (Кузнецов С. А.) — около 130 000 слов. [gufo.me/dict/kuznetsov]
- 2000 год «Новый словарь русского языка. Толково-словообразовательный»[3] (Ефремова Т. Ф.)  — более 140 000 словарных статей, около 11 000 отсылочных значений, более 215 000 семантических единиц.
- 2001 год "Современный толковый словарь русского языка" / [гл. ред. С. А. Кузнецов]. - Москва : Рипол-Норинт ; Санкт-Петербург : Рипол-Норинт, 2008. - 959 с.
- 2005—2011 годы «Современный толковый словарь русского языка, в 3-х томах»[4] (Ефремова Т. Ф.) — около 160 000 словарных статей и более 253 000 семантических единиц. [gufo.me/dict/efremova]
- 2007 год «Толковый словарь русского языка с включением сведений о происхождении слов» (Шведова Н. Ю.) — 82 тыс. слов.[8]